# Demonax robustus
Demonax robustus là một loài bọ cánh cứng trong họ Cerambycidae.